# Colonia del Obispo
Colonia del Obispo är en ort i Mexiko.   Den ligger i kommunen Malinaltepec och delstaten Guerrero, i den sydöstra delen av landet, 250 km söder om huvudstaden Mexico City. Colonia del Obispo ligger 1 981 meter över havet och antalet invånare är 234.
Terrängen runt Colonia del Obispo är huvudsakligen kuperad, men västerut är den bergig. Runt Colonia del Obispo är det ganska glesbefolkat, med 22 invånare per kvadratkilometer. Närmaste större samhälle är Malinaltepec, 2,9 km sydväst om Colonia del Obispo. I omgivningarna runt Colonia del Obispo växer huvudsakligen savannskog.